# Vallila
Vallila (schwed. Vallgård) ist ein Teilgebiet (finn. osa-alue) und zugleich ein Stadtteil (kaupunginosa) der finnischen Hauptstadt Helsinki mit knapp 7200 Einwohnern. Östlich von Pasila und nördlich von Kallio gelegen, ist er einer der nördlichsten Teile der Innenstadt. Vallila bildet zusammen mit dem Teilgebiet/Stadtteil Hermanni einen Stadtbezirk, der ebenfalls den Namen Vallila trägt, und dessen gesamte Bevölkerungszahl sich auf ca. 10.700 beläuft.

## Geschichte und Bedeutung
Die Besonderheit von Vallila ist das als Puu-Vallila ("Holz-Vallila") bezeichnete Gebiet. Es handelt sich hier um ein in den Jahren 1910–1927 erbautes und in den 1980er-Jahren renoviertes Gebiet mit traditionellen Holzhäusern. Noch im 19. Jahrhundert hatten derartige Holzhäuser das Stadtbild in weiten Teilen von Helsinki geprägt. Puu-Vallila ist eins der wenigen Gebiete, wo sich dieses Holzhaus-Milieu bis heute unverändert erhalten hat.
Der Film „Mies, joka ei osannut sanoa ei“ („Der Mann, der nicht nein sagen konnte“) des finnischen Regisseurs Risto Jarva aus dem Jahre 1975 spielt in dem damals vom Abriss bedrohten Puu-Vallila.
Der auslandsdeutsche Verein FC Germania Helsinki hat seinen Stammplatz in Vallilanlaakso im Stadtteil.

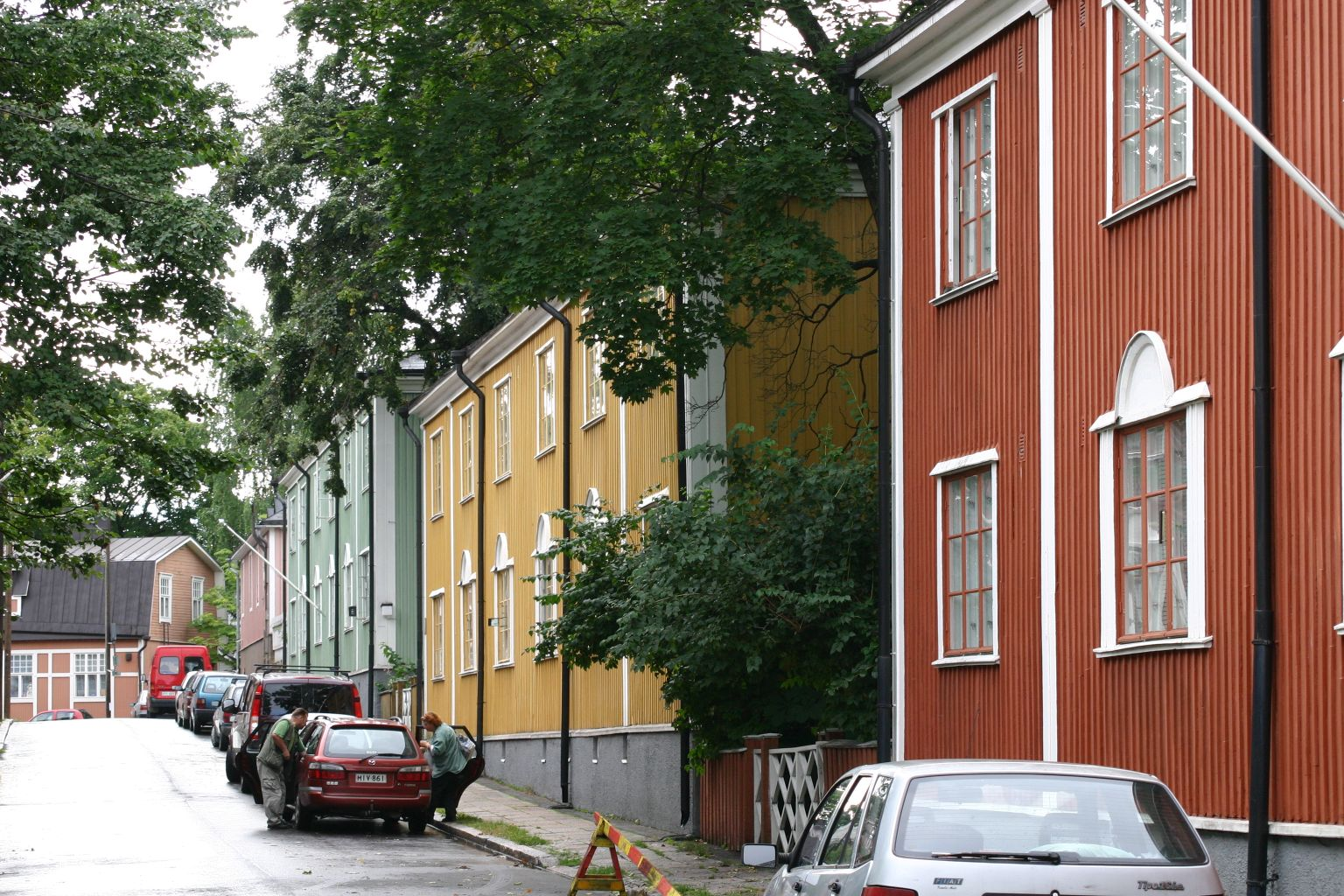
Eine Straße in Puu-Vallila
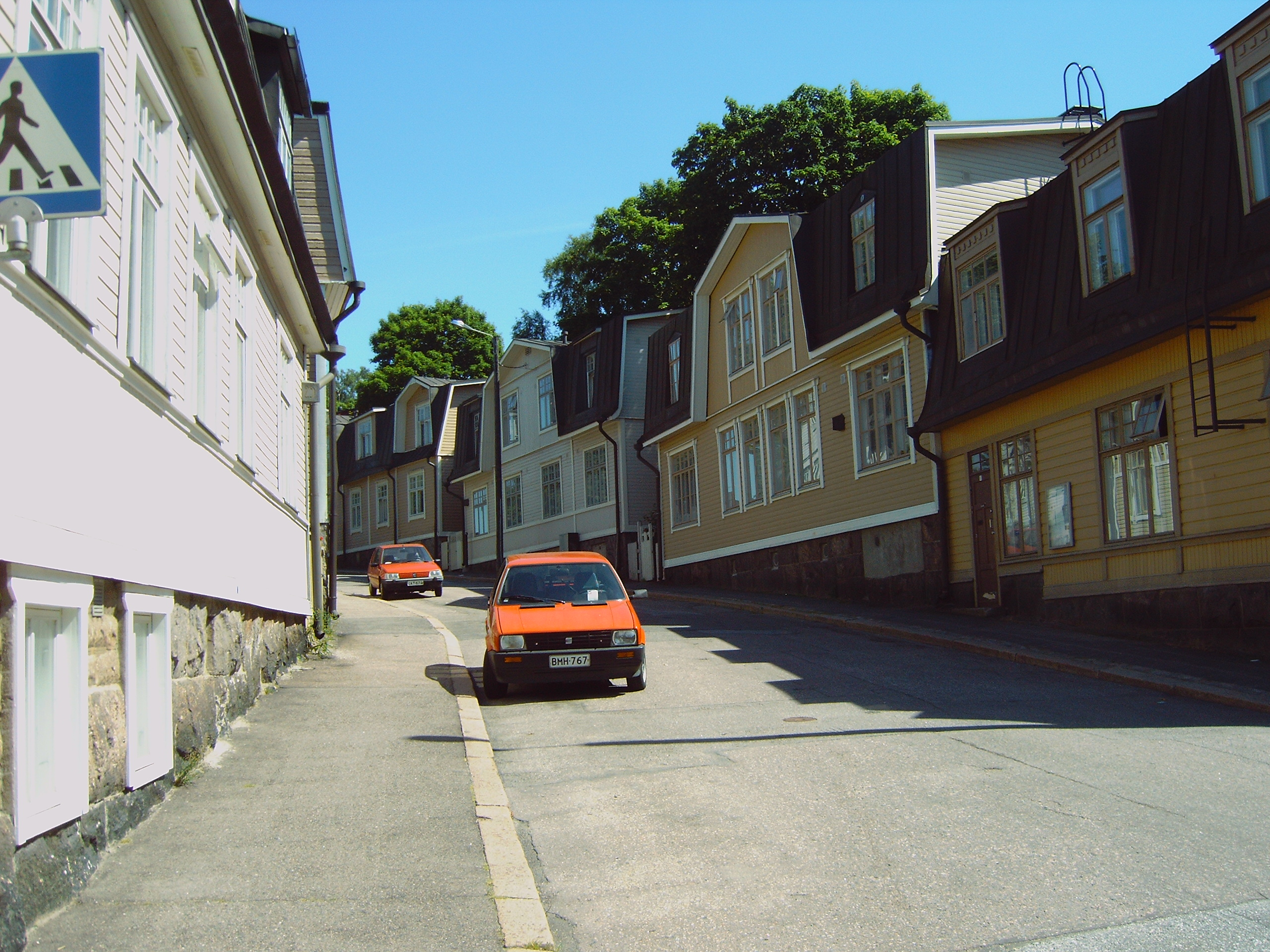
Eine Straße in Puu-Vallilla